# Helena Carreiras
Maria Helena Chaves Carreiras (née le 26 septembre 1965) est une sociologue portugaise spécialisée dans les questions liées à l'armée, notamment les aspects de genre. À partir de 2019, elle est directrice de l'Institut de défense nationale du Portugal (IDN) et en mars 2022, elle devient la première femme ministre de la Défense nationale du Portugal, jusqu'aux élections nationales de 2024.

## Jeunesse et éducation
Maria Helena Chaves Carreiras est née le 26 septembre 1965 à Portalegre au Portugal et vit avec ses parents et ses deux sœurs dans un petit village, Alpalhão, près de Portalegre, où ses parents sont enseignants à l'école primaire. Quand elle a sept ans, la famille déménage à Tomar dans le district de Santarém.
Elle est diplômée en sociologie en 1987 de l'Institut universitaire de Lisbonne. Malgré son intérêt ultérieur pour les questions militaires, elle déclare qu'elle est pacifiste alors qu'elle est à l'université. En 1989, elle rejoint l'ISCTE en tant qu'assistante de formation, enseignant les méthodologies sociologiques. La même année, elle passe un mois aux États-Unis en tant qu'invitée du Conseil de l'Atlantique. En 1994, elle obtient une maîtrise à l'ISCTE, avec la thèse, Femmes-Soldats ou Soldats-Femmes : Une étude sur la participation des femmes dans les Forces Armées Portugaises . En 1999, elle est chercheuse invitée au Département d'études sur les femmes de l'Université de Californie à Berkeley.
Elle obtient un doctorat en sciences sociales et politiques à l'Institut universitaire européen, basé à Fiesole près de Florence en Italie. C'est là qu'elle rencontre son mari, Andrés Malamud, aujourd'hui professeur à l'Université de Lisbonne. Ils ont deux enfants, un fils et une fille. Carreiras obtient son doctorat en 2004 avec une thèse sur le thème des politiques d'intégration de genre dans les forces armées des pays de l'OTAN,,,.

## Carrière académique
Après avoir obtenu son doctorat, Carreiras retourne travailler à l'ISCTE, devenant professeur associé de sociologie, de politiques publiques et de méthodologie de recherche à l'École de sociologie et de politiques publiques et chercheur principal au Centre de recherche et d'études en sociologie (CIES),,,.
De 2004 à 2006, Carreiras est vice-présidente de l’association portugaise de sociologie. En 1997, elle devient membre du comité de rédaction des publications Nação e Defesa et Sociologia – Problems e Práticas. Elle est membre du conseil d’administration de l’Association européenne de sociologie entre 2009 et 2013. De 2010 à 2012, elle est directrice adjointe de l'Institut de défense nationale (IDN), une organisation indépendante du ministère de la Défense nationale qui fournit un soutien académique à la formulation et au développement de la réflexion stratégique nationale dans les domaines liés à la sécurité et à la défense,,.
De retour à l'ISCTE après son passage à l'IDN, Carreiras est professeure invitée au Département de gouvernement de l'Université de Georgetown à Washington, DC en 2013. En 2015, elle est directrice adjointe du CIES et en 2016, elle devient doyenne de l'École de sociologie de l'ISCTE. Entre 2017 et 2019, elle est présidente du Groupe de recherche européen sur le militaire et la société (ERGOMAS). De 2018 à 2019, elle est directrice adjointe de l'Institut des politiques publiques et sociales de l'ISCTE et siège au conseil général de l'ISCTE. En 2019, elle est la première femme à la tête de l’Institut de défense nationale.

## Ministre de la Défense, 2022-2024
Le 23 mars 2022, Carreiras est nommée ministre de la Défense nationale dans le XXIIIe gouvernement constitutionnel du Portugal sous la direction du Premier ministre António Costa. Elle occupe ce poste jusqu'après les élections de 2024,,,. Elle est à nouveau la première femme à occuper ce poste.

## Recherches
Carreiras mène des recherches sur des sujets liés au genre et à la société, aux forces armées, à la sécurité et à la défense, ainsi qu'à la méthodologie de recherche qualitative. Une grande partie de son travail porte sur l’intégration du genre dans les institutions militaires et sur les aspects de genre de la sécurité internationale. Au début de 2022, elle est l'auteur de 14 livres, 48 chapitres de livres et 27 articles de revues.